# 绍莫吉沙姆雄
绍莫吉沙姆雄，是匈牙利绍莫吉州所辖的一个村。总面积21.77平方公里，总人口761，人口密度35.0人/平方公里（2011年1月1日）。